# 노성일
노성일(盧聖一, 1952년 4월 1일 ~ )은 대한민국의 산부인과 의사이며, 미즈메디 병원 이사장이다. 본관은 광주. 불임분야의 전문가로서 황우석 전 서울대 교수의 줄기세포 연구와 관련하여 오랫동안 협력해왔다.

## 경력
- 1977년 연세대학교 의대 산부인과 수련의 과정 수료
- 1985년 미국 오하이오 주립 대학교 산부인과 연구원
- 1987년 미국 동버지니아 대학교 부설 존스연구소 연구원
- 1989년 제일병원 시험관 아기팀 팀장
- 1991년 영동 제일의원 원장
- 1999년 영동 제일병원이 미즈메디병원으로 개칭
- 1999년 강남 미즈메디병원 원장
- 2000년 강서 미즈메디병원 이사장

## 황우석 사건
2001년 3월경 미즈메디 병원에서 수립한 수정란 줄기세포는 미국 국립 보건원(NIH)에 등록되었다. 미국 국립 보건원(NIH)은 미즈메디 병원에 줄기세포 확립 및 배양 연구를 위해 2002년 9월 2년간 50만 9,438달러(약 5억 7,000만원), 2004년 9월 3년간 82만 5,152달러(약 7억8,000만원)를 지원했고, 다수의 국내 언론을 통해 크게 보도됐다.
황우석의 2005년 사이언스 논문 조작 의혹과 관련하여 2005년 12월 15일 새벽에 한국과학기술인연합(사이엔지)에 '미즈메디 논문에 실린 사진이 황우석팀의 사이언스 논문 사진과 일치한다'는 제보가 있었고, 미즈메디 병원 소속으로서 황우석의 체세포 복제 줄기세포 연구에 직접 참여한 천선혜 연구원은 이날 'NT셀은 존재하며 미즈셀과 사진이 섞여 있어서 문제가 되었다'라고 게시판에 기록하여 파장을 일으켰다. 
바로 그날 10시경 노성일은 황우석의 입원실을 방문하여 황우석에게서 '줄기세포가 지금은 없다'는 소식을 들었다. 다음날인 2005년 12월 16일 노성일은 기자회견을 열어 황우석에게 체세포 복제 줄기세포가 없다고 폭로하여 황우석 사건 줄기세포 논란의 발단이 되었다.
그 후, 검찰의 참고인 수사과정에서 '황우석박사의 체세포 복제 줄기세포를 해외로 보냈다'는 발언은 서울방송(SBS)을 통해 방영되었다.
 검찰 수사 결과에는 미즈메디 병원이 등록한 Miz-1번 줄기세포가 아닌 Miz-5번으로 바꾸어 분양하였음이 드러났다.
노성일은 불임 시술을 해준다는 명목으로 난소를 적출하였다는 혐의로 재일 한국인 한경춘씨에 의해 2005년 11월 29일 고발되었으며, 서울중앙지법 제65민사부(부장판사 신수길)의 재판 결과 2006년 6월 29일에 유죄가 인정되어 배상 판결을 받았다. 

## 수상
- 2005년 연세대 동문회 '연세를 빛낸 동문상'
- 2004년 과학기술훈장 도약장 (2006년 박탈)